# Enrique Líster
Enrique Líster Forján (21 de Abril de 1907 - 8 de Dezembro de 1994) foi um político comunista espanhol e oficial militar.

## Início de vida
Líster nasceu em 1907 em Teo, Corunha. Um Pedreiro , passou a adolescência em Cuba, antes de voltar em 1925 e ingressar no Partido Comunista de Espanha (PCE). O seu envolvimento com o movimento revolucionário forçou o seu exílio até 1931, quando a Segunda República Espanhola foi proclamada. Em Agosto de 1931, ele participou na revolta Cubana contra Gerardo Machado, que declarou a lei marcial. Entre 1932 e 1935, Líster recebeu treinamento na Academia Militar M. V. Frunze, uma das mais respeitadas da União Soviética.

## Guerra Civil Espanhola
Em 1936, quando a Guerra Civil Espanhola começou, ele juntou-se ao Quinto Regimento. No ano seguinte, como oficial do alto escalão do exército, comandando a 11ª divisão do exército republicano, Líster foi fundamental na defesa de Madrid e de outras importantes ações militares. Em Outubro de 1936, ele liderou uma brigada mista na malfadada contraofensiva republicana em Seseña. Como comandante de divisão, ajudou a paralisar o ataque Nacionalista ao longo do Jarama e desempenhou um papel significativo no bem-sucedido contra-ataque Republicano na Batalha de Guadalajara.
Líster é amplamente considerado como um herói de guerra para a causa republicana. A sua reputação como sendo um comandante militar competente é largamente baseada em seu papel como comandante da "11ª Divisão", que esteve envolvida em algumas das mais importantes batalhas em Guadalajara, Brunete, Belchite e Teruel. Essas brigadas sob seu controle rapidamente se tornaram batalhões especiais que se ocupavam de operações especiais. Alguns consideram como exemplos de seu comando tático de alto nível a tomada de Brunete que ajudou a capturar o estado-maior Nacionalista com quase nenhuma vítima para o exército republicano e sua ação surpresa em Teruel que confundiu totalmente o exército nacionalista. Beevor, no entanto, cita 4.300 vítimas de uma força de 13.353 em Brunete. Beevor cita o conselheiro-chefe soviético relatando que a divisão de Líster entrou em colapso e "perdeu a cabeça e fugiu. Conseguimos com grande dificuldade controlá-lo e impedir que os soldados fugissem das suas unidades. A mais dura das medidas repressivas teve que ser aplicada. Cerca de 400 dos que fugiram foram baleados no dia 24 de Julho". Mais tarde, ele liderou o V Corpo de Exército na batalha do Ebro e na Ofensiva da Catalunha.
A "11ª Divisão" sofreu, no entanto, um grave revés quando não conseguiu capturar Fuentes de Ebro na ofensiva Republicana em Aragão em Agosto de 1937. O Regimento Tanque Internacional perdeu a maioria dos seus tanques e isso levou ao ódio mútuo entre Lister e Juan Modesto, comandante do 5º Corpo (do qual a "11ª Divisão" fazia parte), que responsabilizou Lister pelas perdas.

## Exílio
Após o fim da Guerra Civil, Líster refugiou-se em Moscovo, mais tarde lutando na Segunda Guerra Mundial como General do Exército Vermelho. Ele participou do Cerco a Leningrado em Janeiro de 1944. De acordo com Christopher Andrew e Oleg Gordievsky, quando no final de 1959 Ramiro Valdés, chefe da inteligência de Fidel Castro, contatou a KGB na Cidade do México, os soviéticos enviaram mais de cem conselheiros falantes de espanhol, incluindo Enrique Líster, para organizar os Comitês de Defesa da Revolução em Cuba.
Líster era também um general do Exército Popular Iugoslavo, dando-lhe a rara distinção de ter sido general em três exércitos diferentes.
Em 1973, ele separou-se do PCE e fundou o Partido Comunista Operário Espanhol (PCOE). Um catalisador para a cisão foi a condenação pelo PCE da intervenção Soviética na Checoslováquia em 1968. Líster retornou à Espanha em 1977, após a morte de Francisco Franco, e voltou ao PCE durante a transição Espanhola para a democracia. Ele morreu em 1994 em Madrid.

## Trabalhos

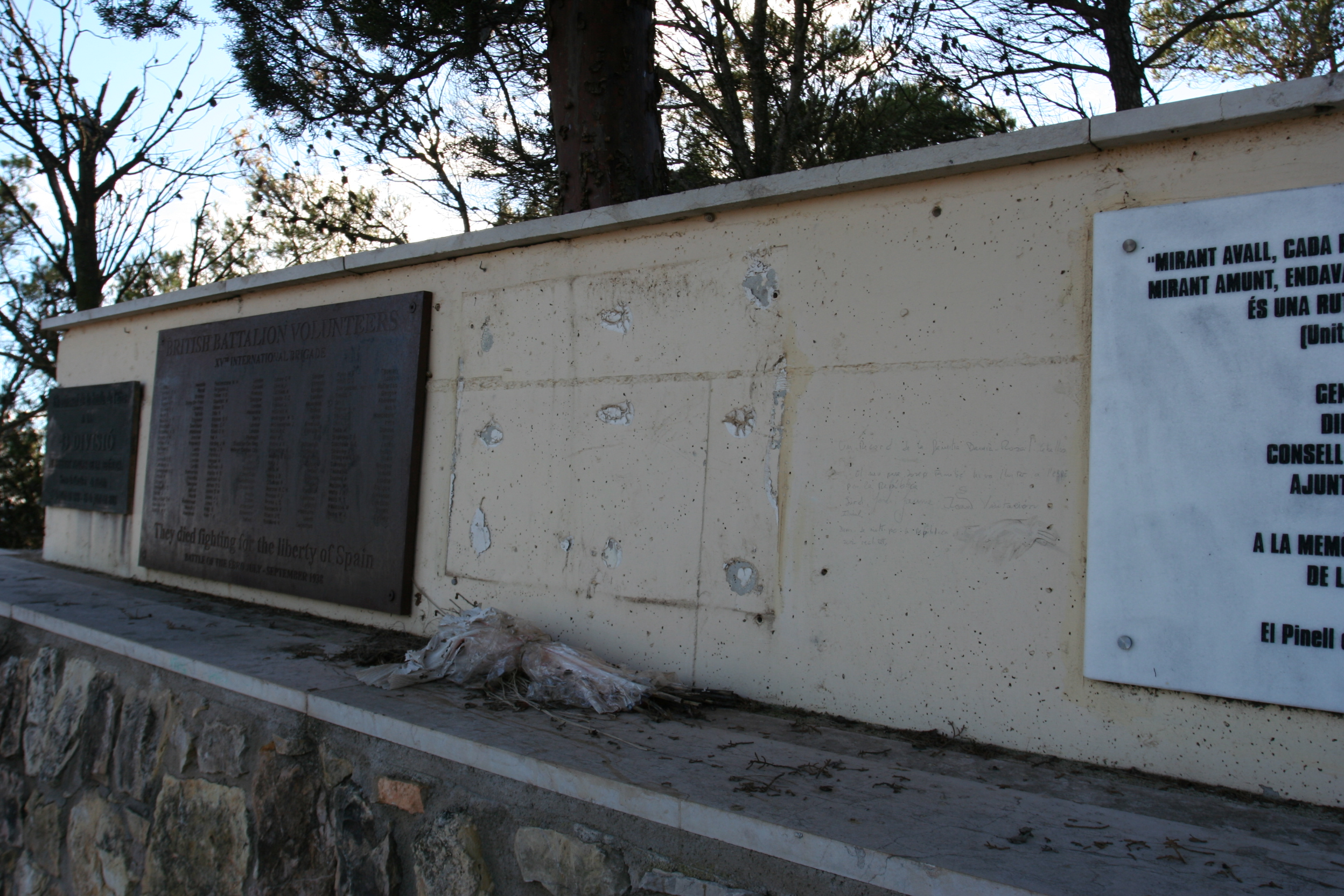
O muro comemorativo dos defensores republicanos com um espaço vazio onde costumava ficar a placa em homenagem a Enrique Líster. Foi removido por perpetradores desconhecidos em 2007

Líster escreveu quatro livros, dois deles -Nuestra guerra (1966) e Memorias de un luchador (1977)- sobre as suas experiências pessoais na Guerra Civil Espanhola.
- Nuestra guerra (Nossa Guerra) 1966
- Memorias de un luchador (Memórias de um lutador) 1977
- ¡Basta! (Basta!) 1970
- Así destruyó Carrillo el PCE (Assim destruiu Carrillo o PCE) 1982